# Henri Louis Poisson
Henri Louis Poisson (1877-1963) fue un botánico, cirujano veterinario y explorador francés.
Realizó extensas expediciones botánicas a la isla de Madagascar. Allí fue "Veterinario «i»" de colonias, y director de Ganadería y Granja del Lab. Béfanamy.

## Algunas publicaciones
- henri-louis Poisson, raymond Decary. 1962. Trois légendes botaniques malgaches. 26 pp.

- -----------------------------. 1955. Petite histoire de la presse à Madagascar. Editor Revue de Madagascar, 14 pp.

- -----------------------------. 1952. Histoire de la mycologie du domaine malgache du XVIIe siècle à l'époque actuelle. Naturaliste malgache 4 ( 1): 22 pp.

- -----------------------------. 1945. Le poisson salé sec de Madagascar: étude zoologique et économique. Editor Impr. moderne de l'Emyrne, Pitot de la Beaujardière, 29 pp.

- -----------------------------. 1941. Madagascar vue par ses timbres. Editor Revue de Madagascar, 29 pp.

- -----------------------------. 1925. Quelques manifestations de l'art malgache. Bull. de l'Agence generale des Colonies. Editor Imp. administrative, 8 pp.

- -----------------------------. 1912. Recherches sur la flore meridionale de Madagascar. Netherland: IDC

## Honores

### Eponimia
- (Acanthaceae) Ritonia poissonii Benoist[2]

- (Orchidaceae) Sobennikoffia poissoniana H.Perrier[3]

- (Sterculiaceae) Helmiopsiella poissonii (Arènes) Capuron ex L.Barnett[4]

- La abreviatura «Poiss.» se emplea para indicar a Henri Louis Poisson como autoridad en la descripción y clasificación científica de los vegetales.[5]

Publicaba habitualmente sus identificaciones y clasificaciones en = Bull. Mus. Natl. Hist. Nat., B, Adansonia; Monogr. Phan.; Nouv. Arch. Mus. Par. Ser.

## Vé4ase también
- Anexo:Naturalistas y epónimos